# Annonciation (Baldovinetti)
Pour les articles homonymes, voir Annonciation (homonymie) et L'Annonciation dans les arts.
L'Annonciation est une peinture réalisée a tempera sur panneau de bois (167 × 137 cm) par le  peintre italien de la Renaissance Alesso Baldovinetti ; datable d'environ 1457 elle est conservée au musée des Offices de Florence.

## Histoire
Le tableau provient de l'église florentine San Giorgio alla Costa, où il a été réalisé pour les moines Sylvestrins. En le voyant, Vasari le prit pour une œuvre de Pesellino.

## Description
La scène se déroule dans une loggia, fermée en arrière-plan par un haut mur au-delà duquel émergent les cimes de quelques arbres, des cyprès et un arbre fruitier rappelant celui du Paradis terrestre. La Vierge, à la silhouette élégamment allongée, fait un geste presque surpris en se levant de son siège, devant une table sur laquelle se trouvent un livret rouge, qu'elle était probablement en train de lire, et un grand badalone. L'Ange est en effet arrivé par la gauche, avec sa robe ébouriffée en raison du mouvement rapide, et les bras croisés en signe d'humilité, il lui apporte l'annonce, qu'elle accepte, en effet les rayons dorés de la fécondation divine sont déjà arrivés du ciel.
Dans la tête de Marie, encadrée par un voile transparent impalpable, on voit un repentir. Le sol en marbre coloré est inspiré de Fra Angelico. Derrière la courtine, on aperçoit une haie fleurie, allusion à l'hortus conclusus marial, tandis que derrière Marie on aperçoit l'inévitable porte, typique de l'iconographie du genre.
L'architecture simple et aérée rappelle les projets de Michelozzo. La luminosité est influencée par les leçons de Domenico Veneziano, même si la couleur pâteuse et intense de la robe de l'ange est une expérience personnelle, qui fut reprise plus tard par d'autres artistes de la seconde moitié du XVe siècle.